# Donny Gorter
Donny Gorter (Lugano, 15 juni 1988) is een Nederlands voormalig profvoetballer die doorgaans als middenvelder speelde.

## Clubcarrière

### NAC Breda
Gorter werd geboren in de Zwitserse gemeente Lugano, waar zijn vader Edwin als profvoetballer actief was bij de plaatselijke club FC Lugano. Hij beschikt niet over de Zwitserse nationaliteit, maar de Nederlandse. In 1991 verliet hij op tweejarige leeftijd het Alpenland, als gevolg van een transfer van zijn vader.

### Jeugd
Gorter begon op zesjarige leeftijd met voetballen. Dit deed hij bij de club RKSV Rood-Wit uit St. Willebrord. Als D-pupil werd hij ontdekt door scouts van NAC Breda, waarna hij de overstap maakte naar de jeugdopleiding van deze club.
Gorter speelde in de jeugd van NAC Breda en vervolgens die van PSV. Daar doorliep hij de hoogste elftallen binnen de jeugd. Nadat hij zijn contract bij PSV met twee jaar had verlengd, werd hij gedurende het seizoen 2007/08 verhuurd aan NAC Breda. Op 26 augustus 2007 maakte de middenvelder zijn debuut in het betaald voetbal, in het duel Feyenoord-NAC Breda (5-0). Hij kwam een half uur in actie.

### NAC Breda
In juni 2008 nam NAC Gorter transfervrij over van PSV. Hij speelde vervolgens vier seizoenen voor de club, waarmee hij achtereenvolgens achtste, tiende en twee keer dertiende werd in de Eredivisie.

### AZ
Gorter verruilde NAC in juni 2012 voor AZ, de nummer vier van Nederland in het voorgaande seizoen. Hier tekende hij een contract voor vier seizoenen. Op 12 augustus maakte hij zijn competitiedebuut voor de club, tegen Ajax. Hij maakte op 25 januari 2013 zijn eerste doelpunt voor AZ, uit een strafschop tegen VVV-Venlo. In het seizoen 2012/13 speelde hij vijf wedstrijden mee in het bekertoernooi, waaronder in de van Ajax met 0–3 gewonnen halve finale. Gorters speelminuten bij AZ namen in het seizoen 2013/14 af. Twee weken na de start van het seizoen 2014/15 verhuurde de club hem aan Aalborg BK.

### NAC Breda (2)
Gorter liet in 2015 zijn contract bij AZ afkopen en keerde terug naar NAC Breda, dat net naar de Eerste divisie was gedegradeerd. Hij plaatste zich met de Bredase club voor de play-offs 2016, maar daarin voorkwam Willem II een promotie terug naar de Eredivisie. Daarop ontstond een leegloop bij NAC. Onder anderen Joey Suk, Kevin Brands, Uroš Matić, Kenny van der Weg, Mats Seuntjens en Sjoerd Ars vertrokken naar andere clubs en Jelle ten Rouwelaar stopte met voetballen. Gorter maakte daarop gebruik van een optie in zijn verbintenis en liet zijn contract bij NAC ontbinden.

### Viborg, ADO, Halsteren
Eind september 2016 verbond hij zich tot het einde van het jaar aan het Deense Viborg FF en hij speelde van 2017-2020 bij ADO Den Haag. In september 2020 besloot hij te stoppen als profvoetballer. In januari had Gorter zijn contract al laten ontbinden. Hij speelde nog een seizoen in de Hoofdklasse voor RKSV Halsteren.

## Persoonlijk
Gorter is een zoon van Edwin Gorter.

## Clubstatistieken
| Seizoen | Club         | Divisie        | Duels | Goals |
| ------- | ------------ | -------------- | ----- | ----- |
| 2007/08 | PSV          | Eredivisie     | 0     | 0     |
| 2007/08 | → NAC Breda  | Eredivisie     | 1     | 0     |
| 2008/09 | NAC Breda    | Eredivisie     | 32    | 3     |
| 2009/10 | NAC Breda    | Eredivisie     | 29    | 2     |
| 2010/11 | NAC Breda    | Eredivisie     | 31    | 4     |
| 2011/12 | NAC Breda    | Eredivisie     | 22    | 2     |
| 2012/13 | AZ           | Eredivisie     | 23    | 1     |
| 2013/14 | AZ           | Eredivisie     | 11    | 0     |
| 2014/15 | → Aalborg BK | Superligaen    | 9     | 0     |
| 2015/16 | NAC Breda    | Eerste divisie | 25    | 0     |
| 2016/17 | Viborg FF    | Superligaen    | 1     | 0     |
| 2016/17 | ADO Den Haag | Eredivisie     | 1     | 0     |

## Erelijst
AZ
- KNVB beker

2012/13